# David Button
David Button, né le 27 février 1989 à Stevenage, est un footballeur anglais qui évolue au poste de gardien de but à Reading.

## Biographie
Il participe avec les sélections anglaises au championnat d'Europe des moins de 17 ans 2005 qui se déroule en Italie puis au championnat d'Europe des moins de 19 ans 2008 qui se tient en République tchèque.
Le 30 juillet 2013, il rejoint le club de Brentford.
Le 19 juillet 2016, il rejoint Fulham FC, avec lequel il est gardien titulaire pendant deux saisons.
Le 16 juillet 2018, il rejoint Brighton.
Le 5 septembre 2020, il rejoint West Bromwich.
Le 10 août 2023, il rejoint Reading.

## Palmarès
- Vice-champion de Football League One (D3) en 2014 avec Brentford